# شامیل ممدوف
شامیل ممدوف (به روسی: Шамиль Мамедов، آوانگاری: زادهٔ ۸ فوریهٔ ۲۰۰۱) یک کشتی‌گیر آزادکار اهل کشور روسیه است.
از افتخارات وی می‌توان به کسب مدال برنز مسابقات قهرمانی کشتی جهان ۲۰۲۳ اشاره کرد.

## فعالیت حرفه‌ای

### قهرمانی کشتی جهان ۲۰۲۳
ممدوف در وزن ۶۵ کیلوگرم کشتی آزاد قهرمانی کشتی جهان ۲۰۲۳ بلگراد شرکت کرد، او در این مسابقات اکرام‌جان حاجی‌مرادف از قرقیزستان، ابراهیم گوزان از یمن و آگوستین دستریباتس از آرژانتین را مغلوب کرد اما در مسابقه بعد به اسماعیل موساکایف از مجارستان باخت و با توجه به حضور این کشتی‌گیر در فینال، به دیدار شانس مجدد رفت. او در مرحله شانس مجدد عادل اوسپانوف از قزاقستان را شکست داد و به دیدار رده‌بندی رسید. وی در این دیدار رحمان عموزاد از ایران را شکست داد و مدال برنز را بدست آورد.